# Drapeau du Monténégro
Le drapeau du Monténégro (en monténégrin : Zastava Crne Gore), Застава Црне Горе a été adopté le 12 juillet 2004 par le Parlement du Monténégro.

## Description
Le drapeau du Monténégro est un drapeau rouge portant les armoiries du pays, adoptées en 1993. Souvent illustré avec une frange jaune, cette bordure ne figure pas officiellement dans la description du drapeau.
Les armoiries sont inspirées de celles du roi Nicolas Ier de Monténégro, sans les lettres « НI », ses initiales en cyrillique.

## Historique
Pendant la période de la Principauté du Monténégro, le drapeau le plus utilisé est rouge avec un bordure dorée et porte en son centre la croix dorée de Saint Georges (le saint patron du Monténégro).
Parmi les anciens drapeaux du pays, on trouve le tricolore rouge-bleu-blanc portant l'aigle royal en son centre.
Entre 1945 et 1992, le Monténégro fait partie de la république socialiste fédérale de Yougoslavie : son drapeau porte une étoile rouge en son centre.
Le drapeau monténégrin est identique à celui de la Serbie entre 1945 et 1993 ; cette année-là, la tonalité du bleu est éclaircie et le rapport des dimensions passe de 2:3 à 1:3.

Drapeau de la principauté du Monténégro entre 1852 et 1905.
Drapeau et pavillon civil de la principauté du Monténégro puis du royaume du Monténégro entre 1881 et 1918.
Drapeau de la principauté du Monténégro entre 1905 et 1910 puis du royaume du Monténégro entre 1910 et 1918.
Drapeau du royaume du Monténégro entre 1910 et 1918 (variante sans les armoiries) également utilisé pendant l'occupation italienne.
Drapeau de la république socialiste du Monténégro entre 1945 et 1993.
Drapeau du Monténégro au sein de la république fédérale de Yougoslavie entre 1993 et 1994.
Drapeau du Monténégro au sein de la république fédérale de Yougoslavie entre 1994 et 2004.
Drapeau actuel du Monténégro depuis 2004.

## Utilisation
Le drapeau d'État est hissé en permanence sur le parlement du Monténégro et sur les résidences officielles des plus hautes personnalités de l'État (président de la République, Premier ministre ...). Il est aussi systématiquement hissé là où réside le président de la République.
La manipulation du drapeau se fait avec les honneurs, il ne doit pas toucher le sol lorsqu'on le hisse. Il ne peut pas servir comme nappe ou rideau.